# Kwadratnik trzcinowy
Kwadratnik trzcinowy (Tetragnatha extensa) – gatunek pająka z rodziny kwadratnikowatych i podrodziny Tetragnathinae. Pospolity w Palearktyce i Ameryce Północnej. Występuje na nadwodnej roślinności.

## Taksonomia

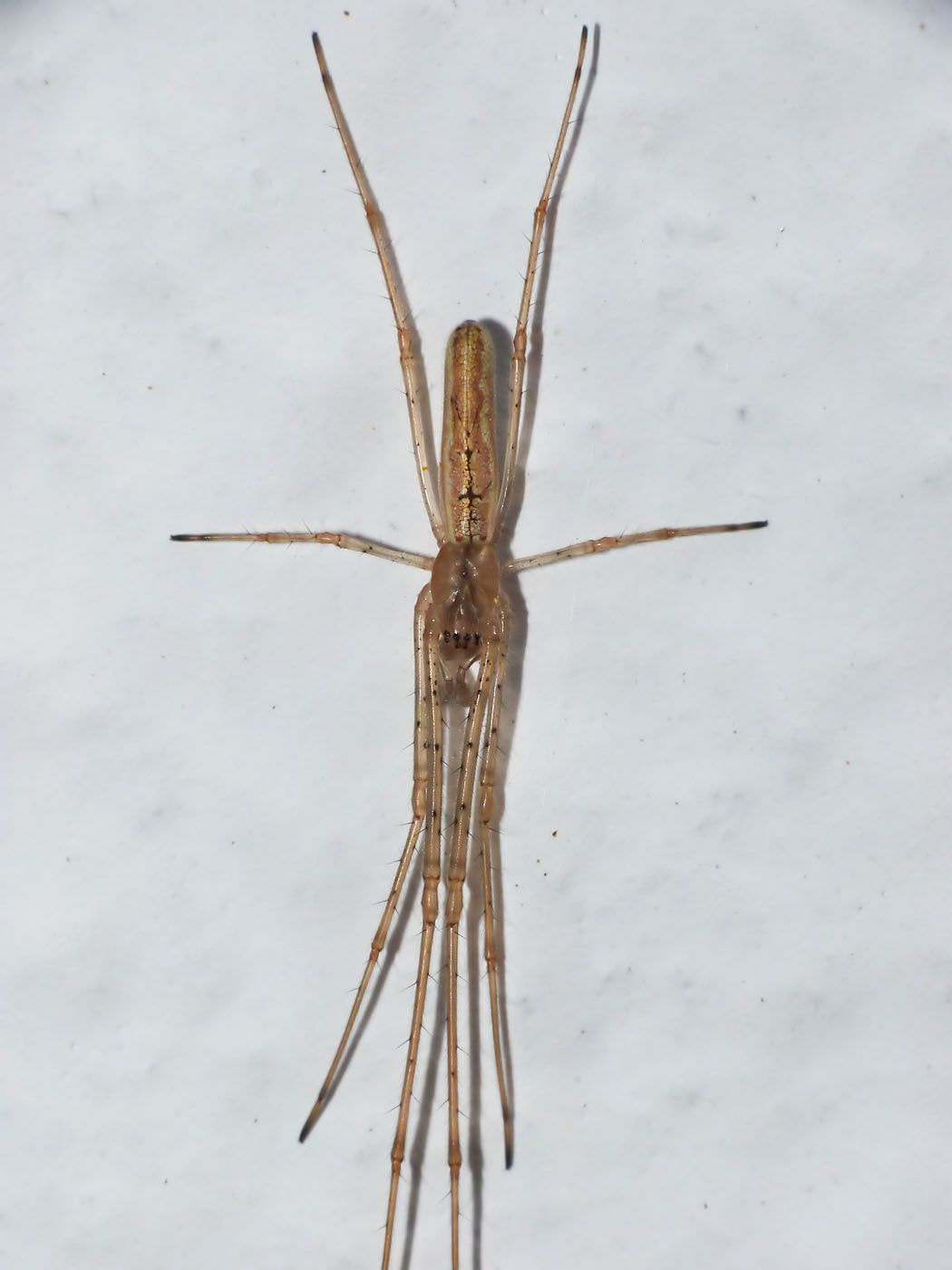
Samiec

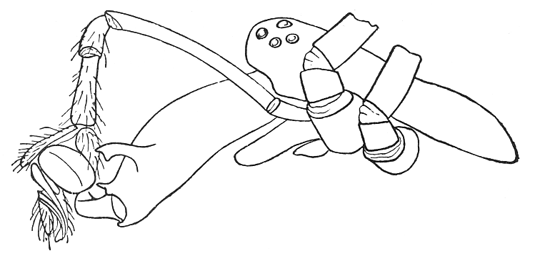
Widok boczny prosomy samca wraz z lewym nogogłaszczkiem i szczękoczułkiem. Ryc. aut. J.H. Emertona

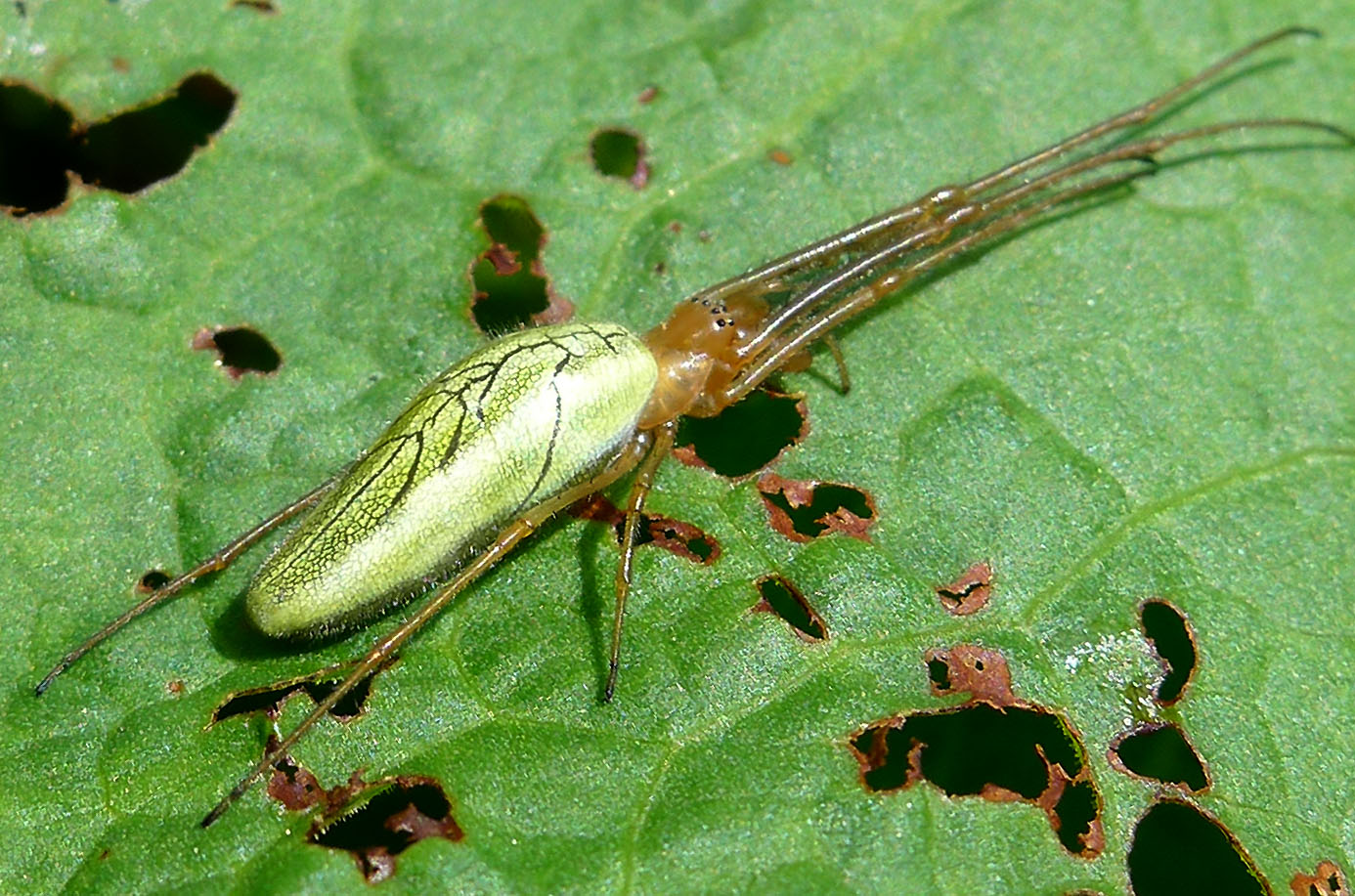
Samica na roślinie

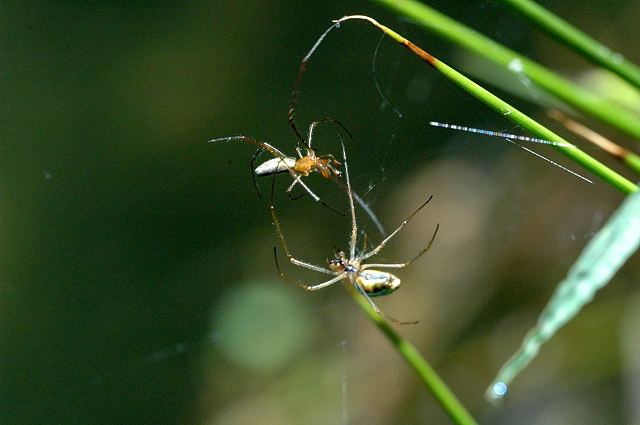
Parka

Gatunek ten został po raz pierwszy opisany w 1758 roku przez Karola Linneusza w 10. wydaniu Systema Naturae jako Aranea extensa. Antoine Risso jako pierwszy opisał go w rodzaju Tetragnatha jako T. rubra w 1826 roku. Pod obecną kombinacją pojawił się po raz pierwszy w 1833 roku za sprawą Carla Jakoba Sundevalla. Wyróżnia się w jego obrębie 4 podgatunki:
- Tetragnatha extensa brachygnatha Thorell, 1873
- Tetragnatha extensa extensa (Linnaeus, 1758)
- Tetragnatha extensa maracandica Charitonov, 1951
- Tetragnatha extensa pulchra Kulczyński, 1891

## Opis
Samce osiągają od 4,4 do 9 mm długości ciała, zaś długość karapaksu u 21 zmierzonych okazów wynosiła od 1,99 do 2,9 mm, a szerokość od 1,23 do 2,07 mm. Samice osiągają od 5 do 12,2 mm długości ciała, zaś długość karapaksu u 18 zmierzonych wynosiła od 2,51 do 3,22 mm, a szerokość od 1,57 do 2,21 mm. Ubarwienie karapaksu samca jest żółtawobrązowe, a samicy jasnożółtawobrązowe. Oczy par bocznych są od siebie tak samo odległe jak par środkowych. Szczękoczułki są żółtawobrązowe, u samca bardzo długie, silnie rozbieżne, o nierównomiernie rozwidlonych apofizach, zaopatrzone w bardzo duży ząb głowowy i mniejsze zęby wiodące. Pazury jadowe są brązowe i lekko zakrzywione. Warga dolna jest szersza niż długa. Sternum jest ciemnobrązowe do czarnego z trójkątnym lub V-kształtnym znakiem żółtawobrązowego lub żółtego koloru. Odnóża są długie, smukłe, żółtawobrązowe, niekiedy z wąsko przyciemnionymi odsiebnymi częściami członów. Opistosoma (odwłok) jest wydłużona, z wierzchu z zielonkawożółtymi, zielonkawymi, brązowawymi i/lub czarnymi paskami, po bokach – srebrzysta, ciemniejsza, czasem z ciemnobrązowymi, jasno nakrapianymi przepaskami, zaś od spodu – szarawa z białawym nakrapianiem i ciemnobrązowym do czarnego pasem środkowym, obwarowanym parą srebrzystobiałych przepasek.
Samiec ma nogogłaszczki z wolnym paracymbium, pośrodku zaopatrzonym w mały płatek grzbietowy. Aparat kopulacyjny ma wolny embolus o nasadowej połowie wstążkowatej, a dalszej połowie wąskiej, oraz konduktor z trzema zakładkami – ma on hełmiastą część wierzchołkową, zaopatrzoną w drobny, skomplikowanego kształtu szpic. U samicy przednie zbiorniki nasienne są owalne, boczne – duże, a środkowe – rozszerzone ku tyłowi.

## Biologia i występowanie
Pająk bardzo pospolity i szeroko rozpowszechniony. Znany z całej Europy, w tym z Polski. Na wschód sięga przez Turcję, Kaukaz, Irak, syberyjską i dalekowschodnią Rosję po Koreę, Japonię i Chiny. Ponadto występuje w kontynentalnej Ameryce Północnej oraz na Grenlandii.
Zasiedla pobrzeża strumieni, rowów, rozlewisk i innych wód słodkich, a także tereny bagienne i widne lasy sosnowe, ale zawsze w pobliżu wody. Przebywa na trzcinach, turzycach, sitach i innej niskiej roślinności nadwodnej. Tam też konstruuje delikatne, koliste sieci łowne o otwartych pępkach, 12–20 promieniach, szeroko rozstawionych spiralach i pozbawione nici sygnałowych. W sieci przebywa często, zwłaszcza nocą. Zaniepokojone osobniki uciekają jednak na rośliny, gdzie rozciągają swe odnóża wzdłuż liści lub źdźbeł, co stanowi dobry kamuflaż.
Osobniki dorosłe są aktywne od marca do listopada (na północy Europy od maja do października). Dojrzałość osiągają latem. Samica wytwarza kokon jajowy barwy szarawej z czarnymi kępkami, długości około 5 mm i szerokości około 3,5 mm. Kokon przyczepiany jest do liści lub łodyg, gdzie maskuje się przypominając ptasie odchody. W kokonie zwykle jest od 40 do 50 żółtawobiałej barwy jaj, choć ich liczba może być czasem znacznie większa.